# Jasionka (Rzeszów)
Pour les articles homonymes, voir Jasionka.
Jasionka est une localité polonaise de la gmina de Trzebownisko, située dans le powiat de Rzeszów en voïvodie des Basses-Carpates.